# Mittenothamnium brachythecioides
Mittenothamnium brachythecioides är en bladmossart som beskrevs av Jules Cardot 1913. Mittenothamnium brachythecioides ingår i släktet Mittenothamnium och familjen Hypnaceae. Inga underarter finns listade i Catalogue of Life.